# عملیات راینهارت
عملیات راینهارت (به آلمانی: Aktion Reinhardt یا Einsatz Reinhard) نام رمزی برای طرح پنهانی نازی‌ها در جریان جنگ جهانی دوم برای نابودسازی کامل یهودیان لهستانی در قلمرو دولت عمومی لهستان اشغالی بود. این مرگبارترین بخش از هولوکاست با ارائهٔ اردوگاه‌های مرگ به پیش رفت.
نزدیک به ۲ میلیون یهودی لهستانی به اردوگاه‌های بلزک، سوبیبور، و تربلینکا فرستاده شدند تا در اتاق‌های گازی که با هدف کشتار جمعی ساخته شده بودند به قتل برسند. همچنین، زیرساخت‌هایی برای کشتار با گاز سیکلون ب در دیگر اردوگاه‌هایی چون خلمنو، مایدانک، و آشویتس کشتار یهودیان و زندانیان دیگر، از جمله ناراضیان لهستانی، به کار گرفته شدند.

## پیش‌زمینه
پس از آغاز جنگ آلمان و اتحاد جماهیر شوروی، نازی‌ها تصمیم گرفتند تا راه حل نهایی مسئله یهود را در سراسر اروپا به اجرا گذارند. در ژانویه ۱۹۴۲، در جریان جلسه ای پنهانی میان سران آلمان به ریاست راینهارت هایدریش، پیش نویس عملیات راینهارت تهیه شد؛ عملیاتی که به زودی تبدیل به گامی بزرگ در کشتار سیستماتیک یهودیان در اروپای اشغالی، و در آغاز در منطقه دولت عمومی لهستان تحت اشغال، می‌شد. طی چند ماه، سه اردوگاه کاملاً سری (در بلزک، سوبیبور، و تربلینکا) ساخته شدند تا روزانه ده‌ها هزار یهودی را به شکلی کارآمد بکشند. تفاوت این اردوگاه‌های مرگ با دیگر اردوگاه‌های کاری‌ای چون آشویتس و مایدانک در این بود که آشویتس و مایدانک در ابتدا به عنوان اردوگاه‌های کار اجباری فعالیت می‌کردند، اما بعدها به اردوگاه‌های مرگ مجهز به کوره‌های آدم‌سوزی تبدیل شدند. اما بر خلاف اردوگاه‌های کار اجباری که هدف کار و کشتار هر دو در آن‌ها وجود داشت، اردوگاه‌های مرگ عملیات راینهارت هیچ زندانی را نمی‌پذیرفتند، مگر آنکه به عنوان وسیله ای برای پیشبرد تنها هدف این اردوگاه‌ها – که همانا کشتار در مقیاس صنعتی بود – بوده باشد. تعداد بسیار کمی از یهودیان توانستند با موفقیت از مرگ نجات یابند (در بلزک تنها دو نفر). تمام دیگر قربانیان دیگر در بدو ورود کشته می‌شدند.
سازوکار موردنیاز برای این عملیات پاکسازی پیشتر در جریان برنامه هومرگی موسوم به Aktion T4 آزموده شده بودند؛ عملیاتی که منجر به قتل بیش از ۷۰٬۰۰۰ مرد، زن و کودک معلول لهستانی و آلمانی در اوت ۱۹۴۱ شد. افسران اس‌اس مسئول عملیات تی۴، از جمله کریستیان ویرت، فرانتس اشتانگل و ایرمفرید ابرل، همه نقش‌هایی اصلی را در اجرای «راه حل نهایی» در سال ۱۹۴۲ بر عهده داشتند.

## نام عملیات

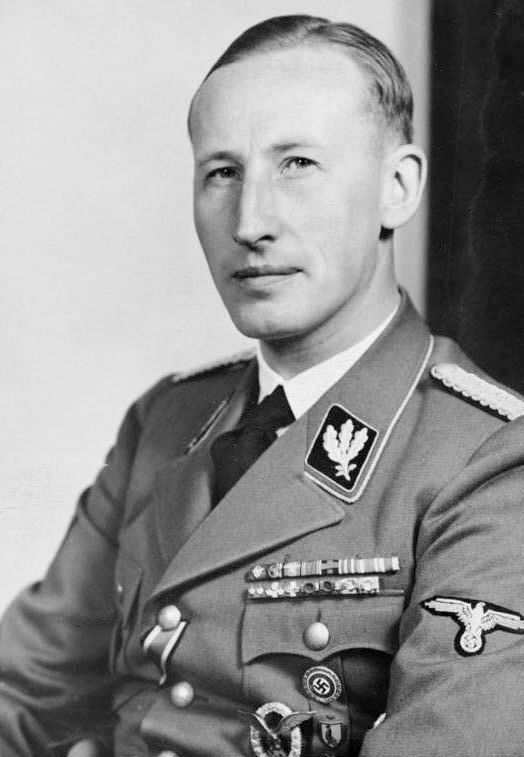
راینهارت هایدریش، حوالی ۱۹۴۰/۴۱

اینکه نام این عملیات در کجا ریشه دارد مورد بحث پژوهشگران هولوکاست است. اسناد مختلف آلمانی نام را به اشکال متفاوتی ثبت کرده‌اند؛ برخی با حرف t پس از d (مانند «Aktion Reinhardt»)، و برخی دیگر بدون آن. در همین حال عنوان دیگری به شکل (Einsatz Reinhart) در تلگرام هوفله به کار رفته‌است.
در کل باور بر این است که «Aktion Reinhardt»، که در کنفرانس وانزه در ۲۰ ژانویه ۱۹۴۲ عنوان شده‌است، به نام راینهارت هایدریش، مسئول و هماهنگ‌کنندهٔ راه حل نهایی مسئله یهود که شامل نابودی یهودیان مقیم کشورهای اروپایی می‌شد، اشاره دارد. هایدریش در ۲۷ مه ۱۹۴۲ توسط مأموران چکسلواکی آموزش دیده توسط بریتانیا مورد حمله قرار گرفت و هشت روز بعد بر اثر شدت جراحات درگذشت. نخستین یادداشتی که به عملیات راینهارت اشاره می‌کند دو ماه پس از آن منتشر شد.

## اردوگاه‌های مرگ

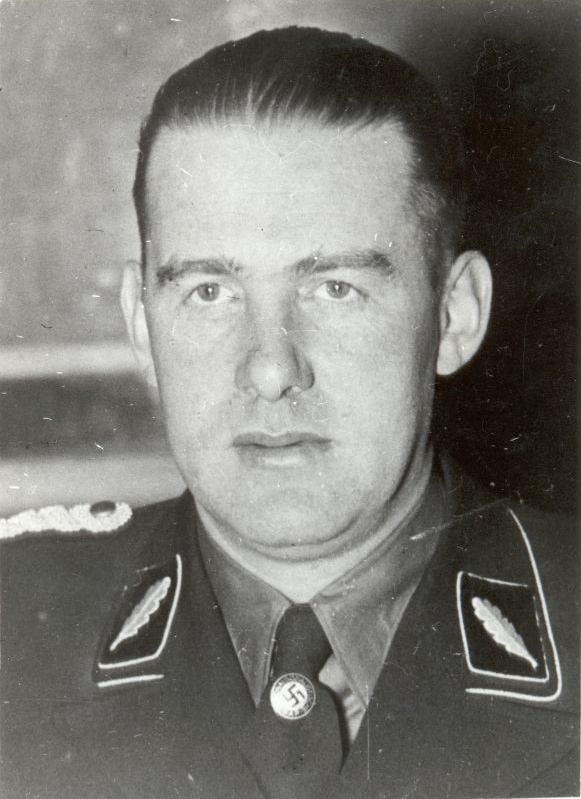
رهبر اس‌اس و پلیس اودیلو گلوبوکنیک مسئول علیات راینهارت

در ۱۳ اکتبر ۱۹۴۱، رهبر اس‌اس و پلیس اودیلو گلوبوکنیک که مقر آن در لوبلین بود، با پیش‌بینی سقوط مسکو از هیملر دستوری مبنی بر آغاز فوری کار ساخت نخستین مرکز کشتار در بلزک در قلمرو دولت عمومی لهستان اشغالی دریافت کرد. این دستور سه ماه پیش از کنفرانس وانزه بود. اردوگاه جدید در ۱۷ مارس ۱۹۴۲ عملیاتی شد.
به گلوبوکنیک اختیار کامل اداره برنامه داده شد. تمام دستورهای فوق‌محرمانه‌ای که وی دریافت می‌کرد مستقیماً از سوی هیملر و نه از سوی اس‌اس-گروپن‌فیورر ریشارد گلوکس، رئیس سامانهٔ بزرگتر اردوگاه‌های کار اجباری آلمان نازی، بودند. پیشتر، آن سامانه که توسط اس‌اس-توتنکوف‌ورباند اداره می‌شد هدفش به‌کارگیری اجباری زندانیان بود. هر اردوگاه مرگ توسط ۲۰ تا ۳۵ افسر از توتنکوف‌ورباند، که به رازداری مطلق قسم خورده بودند، اداره می‌شد و گلوبوکنیک عده‌ای از خدمه عملیات تی۴ را به انتخاب خود به آن‌ها افزود. برنامه کشتار توسط آنها و بر پایه تجربیات پیشین در مراکز هومرگی اجباری طراحی شد. بخش عمده ای از کار اصلی در هر اردوگاه «راه حل نهایی» توسط حداکثر ۱۰۰ نگهبان عمدتاً اوکراینیِ تراونیکی انجام می‌شد که توسط کارل استرایبل از میان اسیران جنگی شوروی، و نیز تا بیش از یک هزار زندانی زوندرکوماندو استخدام شده بوند. اس‌اس محافظان داوطلب خود را «Hiwi» نامید؛ مخفف Hilfswillige (در لغت به معنای «مایل به کمک»). بنا بر شهادت آرپاد ویگاند، اس‌اس-اوبرفورر، در دادگاه جنایات جنگی ۱۹۸۱ در هامبورگ، تنها ۲۵ درصد از همکاران استخدام شده می‌توانستند آلمانی صحبت کنند. تا اواسط سال ۱۹۴۲، دو اردوگاه مرگ دیگر در زمین‌های لهستان ساخته شده بود؛ سوبیبور که تا مه ۱۹۴۲ عملیاتی شد به فرماندهی اس‌اس-هاوپت‌اشتورمفورر فرانتس اشتانگل، و تربلینکا (عملیاتی تا ژوئیه ۱۹۴۲) تحت فرماندهی اس‌اس-هاوپت‌اشتورمفورر ایرمفرید ابرل.
سازوکار کشتار متشکل از یک موتور احتراق داخلی بزرگ بود که از طریق لوله‌های بلندی گازهای خروجی را به داخل اتاق‌ها هدایت می‌کرد. از فوریه تا مارس ۱۹۴۳ اجساد قربانیان از اتاق‌ها بیرون آورده و در چاله‌هایی سوزانده می‌شدند. تربلینکا، که پس از دیگر اردوگاه‌ها عملیاتی شد، از درس‌هایی که پیشتر توسط اس‌اس گرفته شده بود، استفاده کرد. این کارخانه مرگ با دو موتور قدرتمند، که توسط اس‌اس-شارفورر اریک فوکس به کار انداخته می‌شدند، و اتاق‌های گازی که به سرعت از آجر و ملات بازسازی شدند، در طی ۱۵ ماه بین ۸۰۰٬۰۰۰ تا ۱٬۲۰۰٬۰۰۰ نفر را کشت، جسدشان را دفع کرد، و اقدام به مرتب‌سازی وسایل قربانیان برای فرستادن به آلمان کرد.
روش‌های مورد استفاده برای فریب قربانیان، همچنین طرح کلی اردوگاه‌ها بر پایه یک پروژه آزمایشی از کشتار متحرک بود که در اردوگاه مرگ خلمنو (Kulmhof) اجرا شده بود، و از اواخر سال ۱۹۴۱ شروع به کار کرد و از وانت‌های گاز بهره می‌گرفت. خلمنو بخشی از راینهارت نبود. این اردوگاه تحت کنترل مستقیم اس‌اس-اشتاندارتنفورر ارنست دامتسوگ، فرمانده SD در رایخس‌گائو وارته‌لاند قرار گرفت. استفاده از وانت‌های گاز پیشتر در جریان کشتار جمعی زندانیان لهستانی در سولدائو، و نیز در جریان نابودی یهودیان در جبهه روسیه توسط آینزاتس‌گروپن مورد آزمایش قرار گرفته بود.
میان اوایل دسامبر ۱۹۴۱ و اواسط آوریل ۱۹۴۳، ۱۶۰٬۰۰۰ یهودی ساکن گتو ووچ در دولت عمومی به خلمنو فرستاده شدند. خلمنو کوره‌های سوزاندن انسان نداشت؛ اجساد تنها در گورهای دسته جمعی در جنگل دفن می‌شدند. آلمانی‌ها از خلمنو به مثابه میدان آزمایش برای استقرار روشهای سریعتر کشتار و خاکستر کردن انسان‌ها بهره گرفتند. با ساخت هر مکان کشتار جدید، اردوگاه‌های مرگ راینهارت خود را با تجربیات آموخته‌شده به تدریج سازگار می‌کردند.
مراکز کشتار فاقد حصار برقی بودند، چرا که کنترل تعداد زندانیان زوندرکوماندو (واحدهای کاری)، برخلاف اردوگاه‌هایی مانند داخائو و آشویتس، نسبتاً آسان بود. تنها چند جوخهٔ متخصص برای برای کمک به رسیدگی به گروه‌های تازهٔ ارسالی به اردوگاه زنده نگه داشته شده بودند و آن‌ها وظیفهٔ بیرون آوردن اجساد، دفع کردنشان، و نیز مرتب‌سازی اشیای قیمتی قربانیان درگذشته را داشتند. زوندرکوماندوهای موسوم به Totenjuden که در مناطق کشتار کار می‌کردند از آنانی که در نزدیکی ایستگاه‌های قطار و رسیدگی به ورودیان بودند جدا نگاه داشته می‌شدند. به تناوب، کسانی که در مناطق کشتار کار می‌کردند کشته می‌شدند و با تازه‌واردان جایگزین می‌شدند تا شاهدان احتمالی مقیاس کشتار همگانی را از بین ببرند.
در جریان عملیات راینهارت، گلوبوکنیک ناظر بر کشتار سیستماتیک بیش از ۲٬۰۰۰٬۰۰۰ یهودی از لهستان، چکسلواکی، فرانسه، آلمان نازی (آلمان و اتریش)، هلند، یونان، مجارستان، ایتالیا و اتحاد جماهیر شوروی بود. همچنین، تعداد نامشخصی از مردم کولی، بسیاریشان کودک، در این اردوگاه‌ها کشته شدند.